# Cavalerul Pardaillan
Cavalerul Pardaillan (titlul original: în franceză Le chevalier de Pardaillan) este un film de capă și spadă, coproducție franco-italiană realizat în 1962 de regizorul Bernard Borderie, după romanul Pardaillan și Fausta din seria Cavalerii Pardaillan (Les Pardaillan) a scriitorului Michel Zévaco, protagoniști fiind actorii Gérard Barray, Michèle Grellier, Gianna Maria Canale și Philippe Lemaire. 

## Conținut
Paris, anul 1588. Pardaillan o salvează pe țiganca Violetta de a fi răpită de slujitorii ducelui Henri de Guise și se îndrăgostește de ea. Nu este o țigancă adevărată, ci moștenitoarea tronului Franței Isabelle d’Entraigues. Henri de Guise intenționează să se căsătorească cu ea pentru a urca pe tronul Franței, pentru care încearcă prin toate mijloacele să fia a lui. Când în sfârșit reușește să o răpească, Pardaillan este și el capturat. Dar reușește să se elibereze și să își salveze iubita din încercarea de asasinat al geloasei Fausta...

## Distribuție
- Gérard Barray – Jean de Pardaillan
- Michèle Grellier – Isabelle de Entraigues, alias Violetta
- Gianna Maria Canale – Fausta Borgia
- Philippe Lemaire – ducele Carol de AngoulêmeCharles d'Angoulême
- Jean Topart – ducele Henri de Guise
- Kirk Morris – Samson
- Claude Véga – Picouic
- Guy Delorme – Maurevert
- Robert Berri – Belgodère
- Jacques Seiler – La Pince
- Robert Dalban – Landry
- Caroline Rami – Marie-Josèphe Cochy, alias La Fourcaude
- Hélène Bellanger – Huguette (nemenționată)
- Antoine Baud – bărbatul în roșu
- Raoul Billerey – Bussy
- Jacques Hilling – șambelanul de Guise
- Frank Estange – un zbir
- Maïté Mansoura – servitoarea Faustaei
- Henri Cogan – morarul
- Françoise Giret – servitoarea de la han
- Yvan Chiffre – gardă
- Rico Lopez – un zbir
- Moustache – șambelan de Angoulême
- Jean Martin – cascador